# Tempo (canção)
"Tempo" é uma canção gravada pela cantora e compositora brasileira Sandy, presente em seu primeiro álbum de estúdio solo, Manuscrito (2010). A canção foi lançada como single promocional em 20 de fevereiro de 2011, sendo também o tema do documentário de curta-metragem presente na versão especial (CD+DVD) do álbum, com direção do cineasta Fernando Andrade.

## Promoção
Sandy performou a canção no programa Caldeirão do Huck, onde também divulgou o primeiro single do álbum Manuscrito, e a faixa Pés Cansados".. Sandy também cantou a música no programa Altas Horas, acompanhada de "Pés Cansados" e "Sem Jeito". No dia 4 de junho, Sandy foi a atração principal do programa Acesso MTV, da MTV Brasil, onde ela cantou "Tempo", além de outras seis canções.